# 孟琰
孟琰（？年—？年），字休明，朱提人（今雲南省昭通市），曾任蜀漢輔漢將軍。

## 生平
諸葛亮南征時，收降爨習、孟琰等，與孟獲一起授予官職，爨習官至領軍，孟琰為輔漢將軍，孟獲則是御史中丞。
諸葛亮第五次北伐時，孟琰以蜀漢虎步監身分，領兵在武功水東岸駐紮。司馬懿趁大雨水漲襲擊，諸葛亮有備而用箭雨掩護來搭建便橋，司馬懿見有渡橋支援便引兵撤退。